# Dragon Quest III
Dragon Quest III: The Seeds of Salvation (изначально в США издавалась под названием Dragon Warrior III) — японская ролевая игра, разработанная Chunsoft и изданная Enix. Это третья часть серии «Dragon Quest», которая была впервые выпущена для Family Computer (Famicom) в Японии, а затем для Nintendo Entertainment System (NES) в Северной Америке. Игра получила ремейк для Super Famicom в 1996 году и Game Boy Color в 2001 году, а также порт для мобильных телефонов и Nintendo Wii в 2009 и 2011 годах. Версия игры для Android и iOS была выпущена в Японии 25 сентября 2014 года, и во всём мире как Dragon Quest III: The Seeds of Salvation 4 декабря 2014 года. Это был первый раз, когда игра серии получила официальный английский подзаголовок.
Первые три игры Dragon Quest являются частью одной и той же истории, а Dragon Quest III — это первая игра хронологически, а также третья игра, в которой присутствует герой Эрдрик (Лото в японских релизах и локализации Game Boy Color). История следует за «героем», которому поручено спасти мир от архимага Барамоса. Собрав группу товарищей в отряд, герой должен путешествовать по миру, останавливаясь в различных городах и местах, и пробраться в логово повелителя демонов Барамоса.

## Игровой процесс
Dragon Quest III значительно расширил игровой процесс Dragon Quest и Dragon Quest II. В игре используются основные ролевые механики видеоигр, такие как повышение уровня героев путём получения очков опыта и экипировка персонажей. Боевая система пошаговая, как и в прочих играх серии, хотя ремейки включают в себя различные изменения интерфейса из более поздних игр серии. К ним относятся упрощённое открывание сундуков и дверей, сумка для хранения предметов, быстрая сортировка предметов, а также команда «Full HP» для автоматизации процесса лечения персонажей. Dragon Quest III, как и его предшественницы, нелинеен по структуре. Появилась возможность свободно менять персонажей в группе, представлен цикл смены дня и ночи, в котором определённые вещи, персонажи и квесты доступны только в определённое время суток.

## Сюжет

### Игровой мир
Как и в остальных игры серии, сюжет Dragon Quest III развивается в вымышленном мире со средневековым уровнем технологий, но в мире присутствует магия. В ходе своего приключения группа исследует ряд пещер, руин и замков. География Dragon Quest III в некоторой степени соответствует реальной географии Земли, и многие города соответствуют реальным культурам, например Romaly соответствует Рима, Portoga Португалии, Assaram похож на Ирак, а Jipang на Японию.

### История
Dragon Quest III разворачивается за много лет до оригинального Dragon Quest в том же мире . Злой демон по имени Барамос угрожает уничтожить мир. История вращается вокруг героя, сына или дочери (игрок может выбрать пол) легендарного воина Ортеги. На шестнадцатый день рождения героя, король вызывает его к себе в замок и поручает ему избавить мир от злого архидемона Барамоса, которого в прошлом пытался победить Ортега, но погиб в вулкане. Герой может нанять до трёх попутчиков для помощи в борьбе с Барамосом.
Герой покидает свою родную страну, чтобы закончить дело своего отца и победить Барамоса. Значительная часть приключения — поиски последних двух из трёх ключей, необходимых для открытия дверей на протяжении игры. После спасения двух жителей города Бахарата от разбойника Кандара и похищения короны короля Ромалии, герой получает «чёрный перец», который он затем обменивают на парусный корабль. С кораблём герой получает последний ключ и шесть мистических сфер, которые используются, чтобы оживить легендарную птицу Рамию. Рамия позволяет герою и его отряду отправиться в замок Барамоса.
После победы над Барамосом в жестокой битве и возвращения в родную страну, но празднование героя прерывается, Зомой, мастером Барамоса и настоящим главным злодеем игры. Зома нападает и открывает портал в тёмный мир, в который и запрыгивает герой. По своей сути тёмный мир — это Алефгард из предыдущих частей серии, где герой должен собрать несколько артефактов, которые были собраны в оригинальной Dragon Quest, включая солнечный камень и посох дождя. Герой спасает легендарного мудреца Рубисса и за это получает священный амулет. Полученные артефакты, как и в оригинальной игре, позволяют герою создать радужный мост, ведущий в замок Зомы для финального противостояния. С помощью шара света герой побеждает Зому и освобождает Алефгард, но Зома обещает, что зло в вернётся и герой не проживёт достаточно долго, чтобы остановить его. За свою храбрость герой получает титул «Эрдрик» («Лото» в японской версии). После этого герой исчезает из Алефгарда, оставляя свои меч и доспехи, которые будут передаваться через века, чтобы потомки могли продолжать защищать мир ото зла.

## Разработка
Написанием сценария Dragon Quest III занимался Юдзи Хории, художником выступил Акира Торияма, они же принимали участие в создании большинства игр серии. Музыку для игр написал композитор Коити Сугияма. По заявлению Коити Сугиямы, президента Chunsoft, он ответственен за написание примерно 10 % кода. Разработка игры заняла более длительный период чем её предшественницы. Система паролей, использовавшаяся в более ранних играх серии, была заменена слотом для сохранения, Юдзи Хории объяснял это своей неприязнью к длинным паролям.

## Продажи
Dragon Quest III был продан более чем миллионным тиражом в первый день продаж, было зафиксировано около 300 арестов учащихся за прогул школы для приобретения игры. Всего в японии было продано 3,8 миллиона копий игры. Ремейк для Super Famicom разошёлся в Японии в количестве 1,4 миллиона копий, из которых около 720 000 было продано в 1996 году. Версия для Game Boy Color к концу 2001 года продалась в Японии тиражом 604 000 копий, став по итогам пятой по продажам в Японии игрой в библиотеке Game Boy Color с итоговым результатом 638 551 экземпляров. Совокупные продажи всех версий игры делают Dragon Quest III самой успешной игрой в серии и одной из самых продаваемых ролевых игр в Японии. На ноябрь 2010 года, версия для японских мобильных телефонов была загружена более миллиона раз. Dragon Quest Collection вышедшая на Wii разошлась тиражом в 403 953 копий в 2011 году.

## Оценки прессы
| Сводный рейтинг    | Сводный рейтинг        |
| Агрегатор          | Оценка                 |
| ------------------ | ---------------------- |
| GameRankings       | 86,90 % (GBC)          |
| Metacritic         | iOS: 78/100 NS: 71/100 |
| Иноязычные издания |                        |
| Издание            | Оценка                 |
| EGM                | 7/10                   |
| Famitsu            | 30/40                  |
| GamePro            | 4/5                    |
| GameSpot           | 7,6/10                 |
| IGN                | 10/10                  |
| Nintendo Power     | 4/5                    |
| TouchArcade        | iOS:                   |

| Русскоязычные издания | Русскоязычные издания |
| Издание               | Оценка                |
| --------------------- | --------------------- |
| StopGame.ru           | Изумительно           |

Журнал Famitsu, по результатам опроса читателей проведённого в начале 2006 года, поставил Dragon Quest III на третье место среди самых любимых игр читателей всех времён, уступив только Final Fantasy X и Final Fantasy VII. Выпуск Dragon Quest III в Северной Америке не имел особого успеха. Плохие продажи североамериканского релиза частично объясняются тем, что игра была выпущена после выхода на рынок 16-битных игровых систем. IGN назвал её 96-й лучшей игрой для Nintendo Entertainment System. Издание GamesRadar поставило её на 17-е место среди лучших игр для NES из когда-либо созданных.
Версия для Game Boy Color получила позитивные отзывы критиков. GameSpot оценил эту версию на 7,6 баллов из 10 возможных. Журнал Nintendo Power поставил ремейку 4 из 5, а IGN — 10 из 10.